# Pevnost Stříbrná Hora
Pevnost Stříbrná hora je pevnost v polském Dolnoslezském vojvodství nad obcí Stříbrná Hora. Jedná se o jednu z největších pevností tohoto typu v Evropě.[zdroj?]

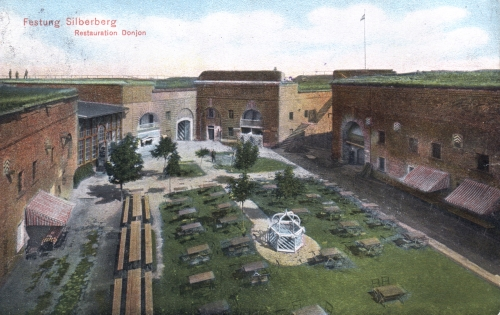
Fort Donjon

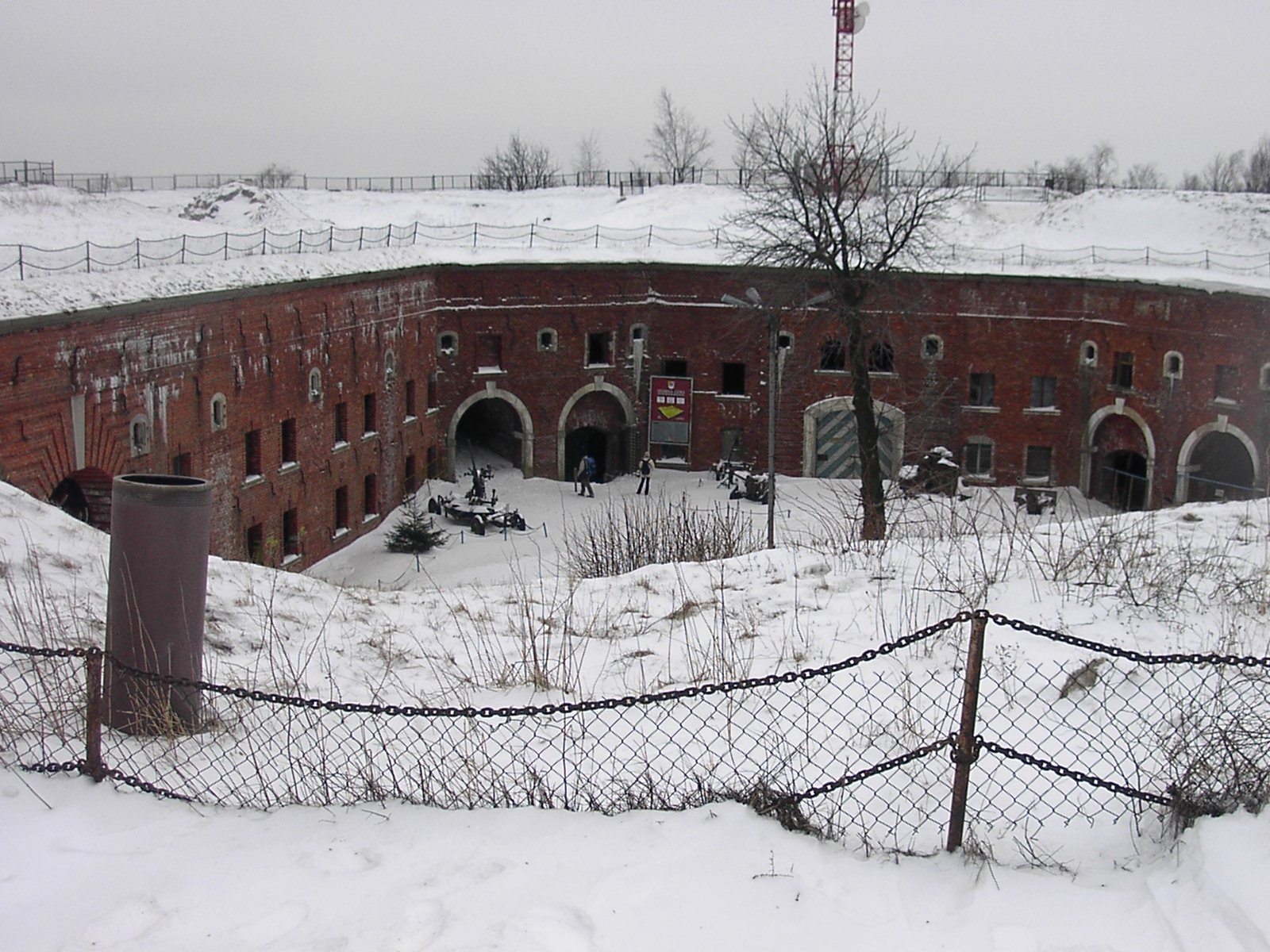
Fort Donjon

## Historie
Stříbrnohorská pevnost byla postavena v letech 1765–1777 na konci sedmileté války podle projektu podplukovníka Ludvíka Wilhelma Regelera. Pevnost nechal zbudovat pruský král Fridrich II. Veliký jako reakci na útok vojsk generála Laudona. Na stavbě pracovalo několik tisíc dělníků, v době výstavby byla dokonce ve Stříbrné Hoře zřízena cihelna. Pevnost stála okolo 1,5 milionů tolarů. Na počátku 19. století byla pevnost obléhána napoleonskou armádou, nebyla však dobyta. Vypáleno ale bylo městečko Stříbrná Hora. Za druhé světové války byli v pevnosti vězněni polští důstojníci.

## Architektura
Stříbrnohorská pevnost se skládá z fortů: Donjon, Ostrog, Wysoka Skala a Rogowy a několika bastionů. Součástí pevnosti byla i pekárna a pivovar.

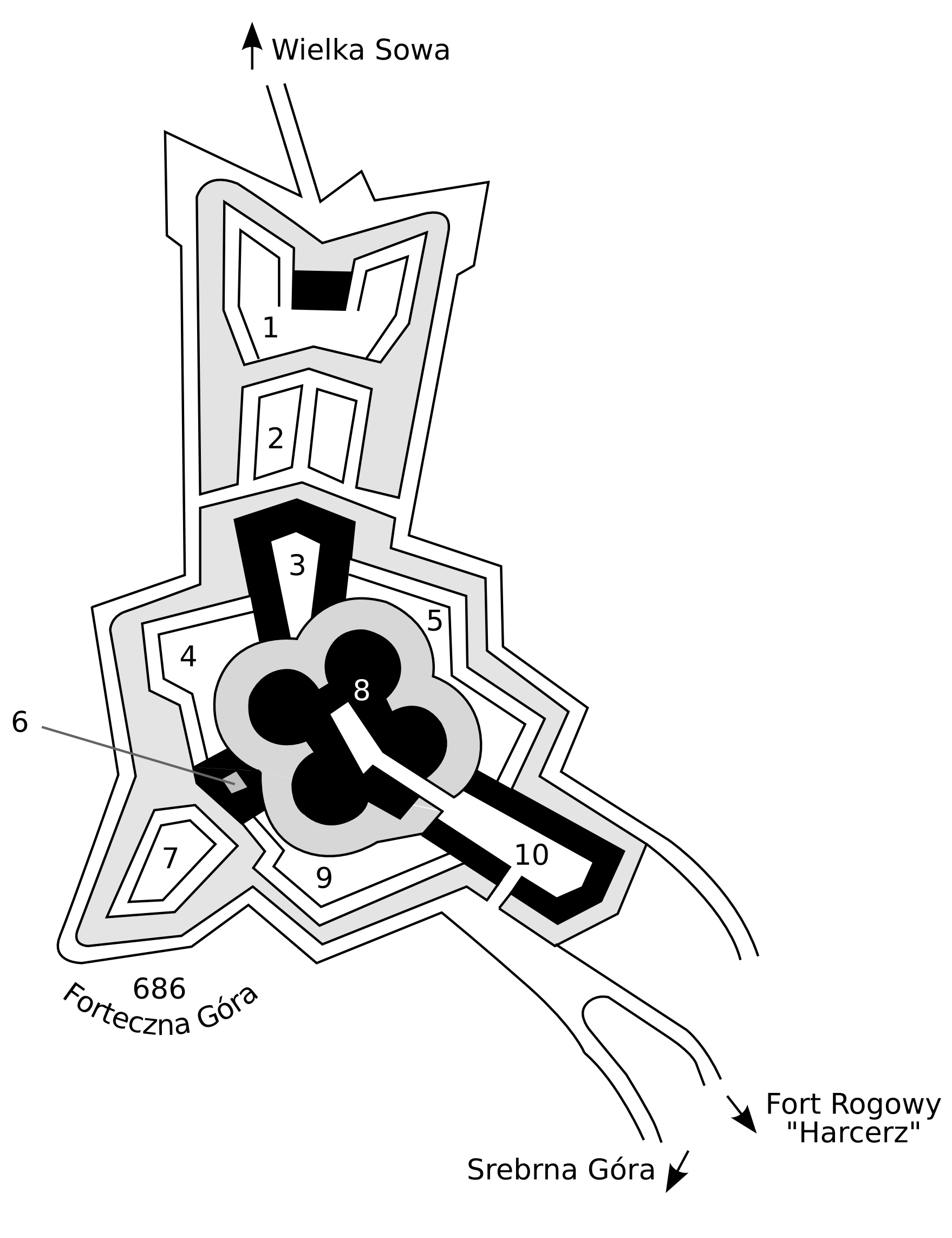
Plán pevnosti